# Marràqueix-Safi
La regió de Marràqueix-Safi (en àrab جهة مراكش آسفي, jihat Marrākux Āsfī; en amazic ⵎⵕⵕⴰⴽⵛ ⴰⵙⴼⵉ) és una de les dotze noves regions en que s'ha organitzat el Marroc després de la reforma administrativa de 2015. La seva capital és Marràqueix. Està situada al centre del Marroc, i engloba una part de l'Alt Atles. Fou creada en 2015 quan a la regió de Marràqueix-Tensift-El-Haouz se li van unir la província de Safi i la província de Youssoufia.
Limit al nord amb la regió de Casablanca-Settat, a l'oest amb l'oceà Atlàntic, a l'Est amb la regió de Béni Mellal-Khénifra i al sud amb la cadena muntanyosa de l'Alt Atles (regions del Souss-Massa i del Drâa-Tafilalet).

## Subdivisions
La regió comprèn una prefectura i set províncies:
- la prefectura de Marràqueix ;
- la província de Chichaoua ;
- la província d'Al Haouz ;
- la província d'El Kelâa des Sraghna ;
- la província d'Essaouira ;
- la província de Rehamna ;
- la província de Safi ;
- la província de Youssoufia.

Aquestes terres són constituïdes per 16 Cercles englobant 216 comunes (198 comunes rurals i 18 comunes urbanes) aproximadament el 14% de totes les comunes a nivell nacional.